# 1819
1819 (MDCCCXIX) je bilo navadno leto, ki se je po gregorijanskem koledarju začelo na petek, po 12 dni počasnejšem julijanskem koledarju pa na sredo.

## Dogodki
- 1. januar - v Ljubljani izide prva številka časopisa Illyrisches Blatt.
- pojav bicikla

## Rojstva
- 8. februar - John Ruskin, angleški socialni filozof,slikar, umetnostni kritik in zgodovinar umetnosti († 1900)
- 9. april - Annibale de Gasparis, italijanski astronom († 1892)
- 24. maj - Viktorija Britanska, kraljica Združenega kraljestva († 1901)
- 5. junij - John Couch Adams, angleški astronom, matematik († 1892)
- 6. julij - Ignacij Knoblehar, slovenski duhovnik, misijonar in raziskovalec († 1858)
- 19. julij - Gottfried Keller, švicarski pesnik in pisatelj († 1890)
- 18. september - Jean Bernard Léon Foucault, francoski fizik, astronom († 1868)
- 23. september - Armand-Hippolyte-Louis Fizeau, francoski fizik († 1896)
- 22. november - George Eliot, angleška pisateljica († 1880)

## Smrti
- 8. januar - Valentin Vodnik, pesnik, narodni preroditelj, učitelj, prevajalec, slovničar in urednik (* 1758)
- 10. marec - Friedrich Heinrich Jacobi, nemški filozof (* 1743)
- 25. avgust - James Watt, škotski matematik, inženir, izumitelj (* 1736)
- 12. september - Gebhard Leberecht von Blücher, pruski generalfeldmaršal (* 1742)
- 10. november - Žiga Zois, slovenski podjetnik, mecen in kulturnik (* 1819)